# Markthalle Revel (Haute-Garonne)

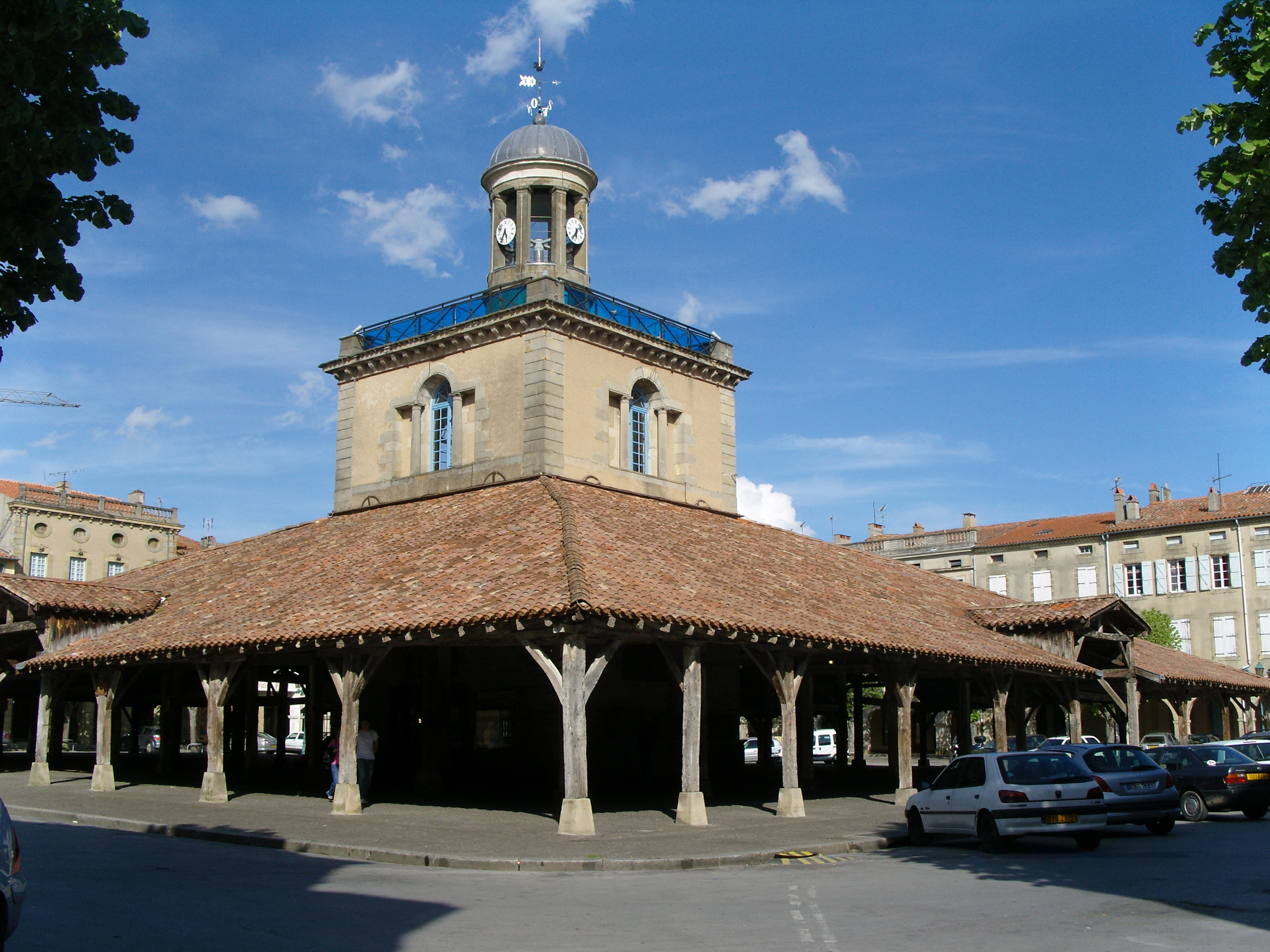
Markthalle in Revel

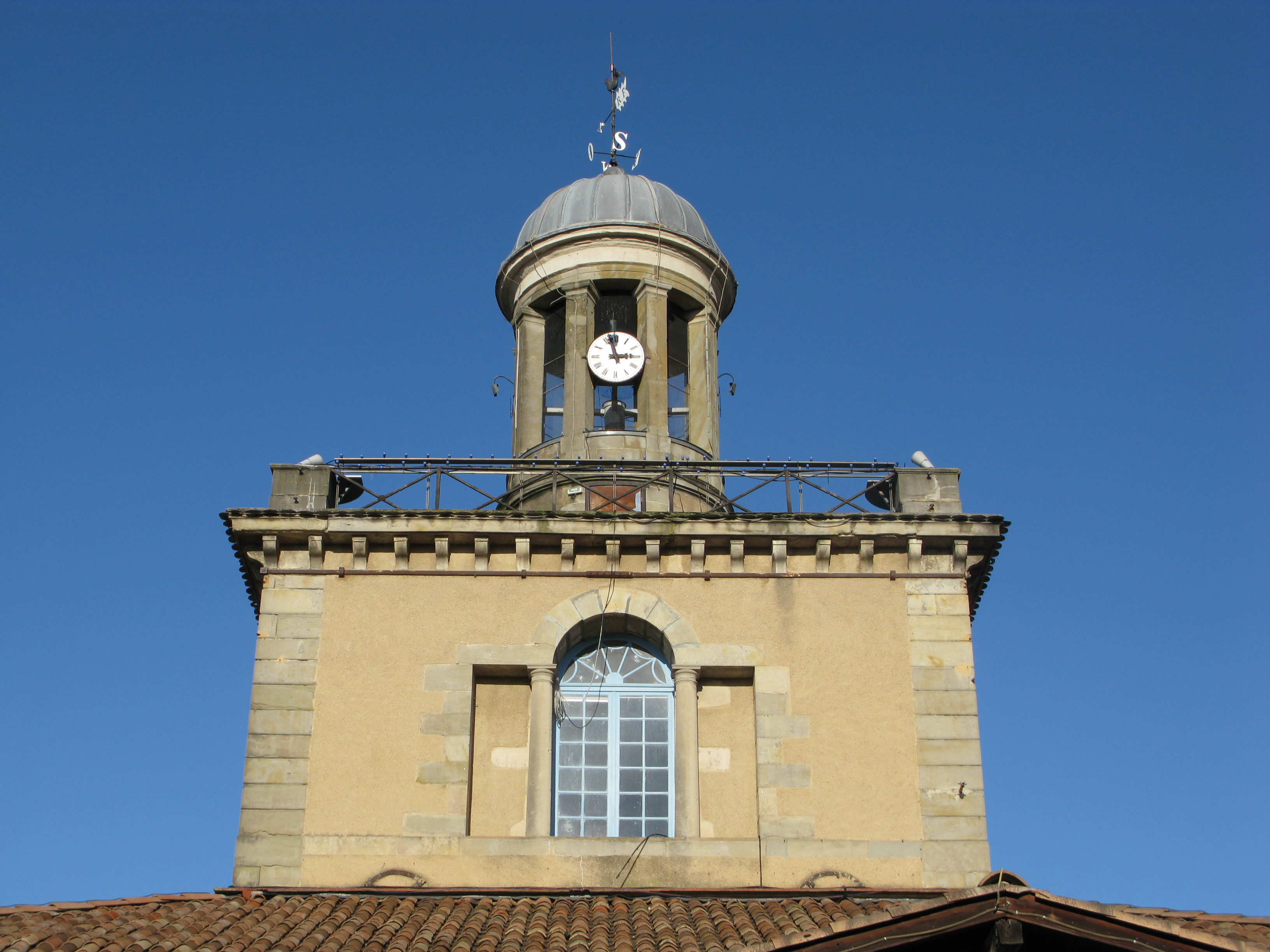
Beffroi

Die Markthalle in Revel, einer französischen Gemeinde im Département Haute-Garonne in der Region Okzitanien, wurde ursprünglich 1342 beim Bau der Bastide errichtet. Der Beffroi, um den herum die Halle gebaut wurde, musste im Jahr 1834 erneuert werden.
Die Markthalle an der Place Philippe-VI-de-Valois steht seit 2006 als Monument historique auf der Liste der Baudenkmäler in Frankreich.
Die Markthalle ist an allen vier Seiten offen, sie besteht aus einer Holzkonstruktion und wird von einem Ziegeldach abgeschlossen. Im Beffroi diente ein Saal dem Rat als Versammlungsort. Ebenso war im Gebäude ein Gefängnis untergebracht. 
Der Beffroi, der heute von einer Laterne bekrönt wird, besaß ursprünglich im Obergeschoss eine Wohnung für den Wächter, der vor herannahenden Feinden und dem Ausbruch eines Brandes warnen  sollte.